# 中枢中核都市
中枢中核都市（ちゅうすうちゅうかくとし）は、日本の地方公共団体のうち、東京圏以外の地域の経済や住民生活を支える拠点となる市。日本政府が2018年12月18日に82市を選定、公表した。

## 概要
この指定は、地方に拠点となる都市を指定することで東京都市圏への一極集中を抑制し、地方全体を活性化されることが狙いとされているが、指定された都市への一極集中が生じることも懸念されている。
東京都市圏（東京都、埼玉県、神奈川県、千葉県）および昼夜間人口比率0.9未満の市を除いた政令指定都市、中核市、施行時特例市などの市から、82市が選定された。

## 中枢中核都市が出来た背景
この中枢中核都市が設定された背景には、内閣府が打ち出し、2018年版が中枢中核都市公表と同日に発表された、「まち・ひと・しごと創生総合戦略改定案」が関係してくる。
この「まち・ひと・しごと創生総合戦略改定案」とは、人口減少・超高齢化という日本が直面する大きな課題に対し、日本政府が一体となって取り組み、各地域がそれぞれの特徴を活かした自律的で持続的な社会を創生することを目指すことを目的とし、今回はその中にある「わくわく地方生活実現政策パッケージ」の中にある「地方経済の中枢・中核都市等への投資の喚起」の1つに明記されているものである。

## 中枢中核都市の一覧
太字は県庁所在地、各自治体名の後に付ける記号は、☆は政令指定都市、〇は中核市、△は施行時特例市（いずれも2018年12月指定時点）。
| 地方       | 都道府県 | 自治体名                                                          | 備考                                               |
| ---------- | -------- | ----------------------------------------------------------------- | -------------------------------------------------- |
| 北海道     | 北海道   | 札幌市☆、旭川市〇、函館市〇                                       |                                                    |
| 東北地方   | 青森県   | 青森市〇、八戸市〇                                                |                                                    |
| 東北地方   | 岩手県   | 盛岡市〇                                                          |                                                    |
| 東北地方   | 宮城県   | 仙台市☆                                                           |                                                    |
| 東北地方   | 秋田県   | 秋田市〇                                                          |                                                    |
| 東北地方   | 山形県   | 山形市△                                                           |                                                    |
| 東北地方   | 福島県   | 福島市〇、郡山市〇、いわき市〇                                    |                                                    |
| 関東地方   | 茨城県   | 水戸市〇、つくば市△                                               |                                                    |
| 関東地方   | 栃木県   | 宇都宮市〇                                                        |                                                    |
| 関東地方   | 群馬県   | 前橋市〇、高崎市〇、伊勢崎市△、太田市△                            |                                                    |
| 甲信越地方 | 新潟県   | 新潟市☆、長岡市△、上越市△                                         |                                                    |
| 甲信越地方 | 山梨県   | 甲府市△                                                           |                                                    |
| 甲信越地方 | 長野県   | 長野市〇、松本市△                                                 |                                                    |
| 北陸地方   | 富山県   | 富山市〇、高岡市、射水市                                          | 射水市は人口10万人未満の市で唯一指定を受けている。 |
| 北陸地方   | 石川県   | 金沢市〇                                                          |                                                    |
| 北陸地方   | 福井県   | 福井市△                                                           |                                                    |
| 東海地方   | 岐阜県   | 岐阜市〇                                                          |                                                    |
| 東海地方   | 静岡県   | 静岡市☆、浜松市☆、沼津市△、富士市△                                |                                                    |
| 東海地方   | 愛知県   | 名古屋市☆、豊田市〇、豊橋市〇、岡崎市〇、春日井市△                |                                                    |
| 東海地方   | 三重県   | 津市、四日市市△                                                   |                                                    |
| 近畿地方   | 滋賀県   | 大津市〇                                                          |                                                    |
| 近畿地方   | 京都府   | 京都市☆                                                           |                                                    |
| 近畿地方   | 大阪府   | 大阪市☆、堺市☆、八尾市〇、東大阪市〇、岸和田市△、吹田市△、茨木市△ | 1都道府県あたりの指定都市数が7市と最多である。     |
| 近畿地方   | 兵庫県   | 神戸市☆、姫路市〇、尼崎市〇、西宮市〇                             |                                                    |
| 近畿地方   | 奈良県   | 奈良市〇                                                          |                                                    |
| 近畿地方   | 和歌山県 | 和歌山市〇                                                        |                                                    |
| 中国地方   | 鳥取県   | 鳥取市〇                                                          |                                                    |
| 中国地方   | 島根県   | 松江市〇                                                          |                                                    |
| 中国地方   | 岡山県   | 岡山市☆、倉敷市〇                                                 |                                                    |
| 中国地方   | 広島県   | 広島市☆、呉市〇、福山市〇                                         |                                                    |
| 中国地方   | 山口県   | 山口市、下関市〇、宇部市                                          |                                                    |
| 四国地方   | 徳島県   | 徳島市                                                            |                                                    |
| 四国地方   | 香川県   | 高松市〇                                                          |                                                    |
| 四国地方   | 愛媛県   | 松山市〇                                                          |                                                    |
| 四国地方   | 高知県   | 高知市〇                                                          |                                                    |
| 九州地方   | 福岡県   | 福岡市☆、北九州市☆、久留米市〇                                    |                                                    |
| 九州地方   | 佐賀県   | 佐賀市△                                                           |                                                    |
| 九州地方   | 長崎県   | 長崎市〇、佐世保市〇                                              |                                                    |
| 九州地方   | 熊本県   | 熊本市☆                                                           |                                                    |
| 九州地方   | 大分県   | 大分市〇                                                          |                                                    |
| 九州地方   | 宮崎県   | 宮崎市〇                                                          |                                                    |
| 九州地方   | 鹿児島県 | 鹿児島市〇                                                        |                                                    |
| 沖縄県     | 沖縄県   | 那覇市〇                                                          |                                                    |
| 出典       |          |                                                                   |                                                    |